# Huba Rozsnyai
Huba Rozsnyai Czapkó (ur. 14 grudnia 1942 w Budapeszcie, zm. 4 grudnia 2020 tamże) – węgierski lekkoatleta, sprinter, olimpijczyk.

## Kariera sportowa
Wystąpił  na igrzyskach olimpijskich w 1964 w Tokio, gdzie odpadł w eliminacjach biegu na 100 metrów i w półfinale biegu sztafetowego 4 × 100 metrów (sztafeta węgierska biegła w składzie: Rozsnyai, Csaba Csutorás, László Mihályfi i Gyula Rábai). Zajął 4. miejsce w sztafecie 4 × 100 metrów na uniwersjadzie w 1965 w Budapeszcie.
Na mistrzostwach Europy w 1966 w Budapeszcie odpadł w eliminacjach biegu na 100 metrów i sztafety 4 × 100 metrów.
Był mistrzem Węgier w biegu na 100 metrów w 1965.
3 lipca 1964 w Budapeszcie wyrównał rekord Węgier w biegu na 100 metrów z czasem 10,4 s. Dwukrotnie poprawiał rekord swego kraju w sztafecie 4 × 100 metrów do wyniku 39,8 s, uzyskanego 6 września 1964 w Budapeszcie.
Ukończył studia dentystyczne i pracował w tym zawodzie do emerytury. Zmarł wskutek zachorowania na COVID-19.